# NATURA

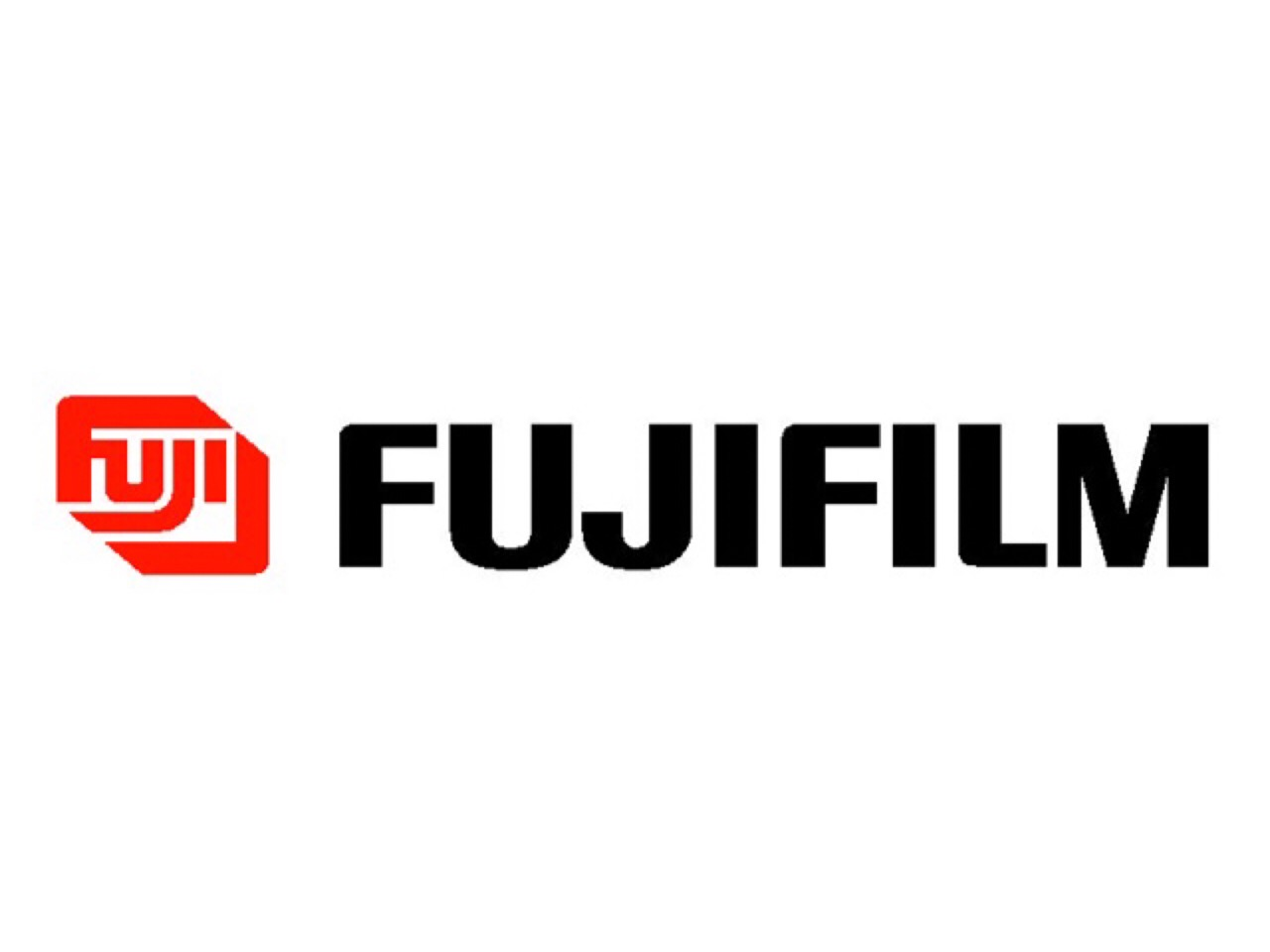

NATURA（ナチュラ）は、富士写真フイルムが日本で展開した、超高感度・超微粒子のカラー・ネガ・フィルムを中核技術とした写真システムの総称及びその製品群の呼称である。
デジタル・スチル・カメラやデジタル・スチル・カメラを内蔵した移動体通信端末の普及に対抗すべく調査したところ、多くの人々が綺麗な夜景写真を求めていることがわかった。しかし、当時のデジタル技術ではこれを実現することが難しく、一方で超高感度カラー・ネガ・フィルムを用いればフィルム・スチル・カメラで可能であった。そこで、これに特化した製品を開発することになり、その結果生まれたのが2003年4月に発売されたフジカラー「写ルンです Night & Day Flash 27」だった。この製品は超高感度・超微粒子のカラー・ネガ・フィルムであるフジカラー「SUPERIA Venus1600」を使用し、夜景写真の撮影に特化していて、大きなヒット商品となった。さらに、フジカラー「写ルンです Night & Day Flash 27」は屋内でも満足のいく画像が得られることから、そうした撮影にも多用されていることがわかり、屋内撮影を重視したフィルム・スチル・カメラの開発が決定された。こうして製品化されたのが、フジフイルム「NATURA S」である。このカメラは、超高感度・超微粒子のカラー・ネガ・フィルムであるフジカラー「NATURA 1600」の性能と特性を最大限に引き出す「ナチュラルフォトモード」を搭載している。富士写真フイルムは、このフジカラー「NATURA 1600」と「ナチュラルフォトモード」の組み合わせを「ナチュラルフォトシステム」と呼び、その総称をNATURAとした。

## ナチュラルフォトシステム
「ナチュラルフォトシステム」とは、フラッシュを使わず、高感度なフィルム、明るいレンズ、および露出制御プログラムを組み合わせることで、その場の光を活かした撮影ができるカメラ・システムである。手ぶれを考慮した最遅のシャッター速度を1/45秒として、感度ISO1600のフジカラー「SUPERIA Venus1600」を用い、フラッシュを使用せずに薄暗い場所まで撮影を可能にするには、明るさF2.0のレンズと、フジカラー「SUPERIA Venus1600」が持つラチチュードの限界までの露出補正が必要であり、その露出補正を「ナチュラルフォトモード」と呼んだ。

### カラー・ネガ・フィルム
フジカラー「写ルンです Night & Day Flash 27」のために開発し、2003年2月に製品化したフジカラー「SUPERIA Venus1600」は、常用に耐え得る高画質を実現していた。このカラー・ネガ・フィルムに特化したフィルム・スチル・カメラを製品化するにあたり、その製品群の総称をNATURAとすることが決まったため、2004年10月に製品呼称をフジカラー「SUPERIA Venus1600」からフジカラー「NATURA 1600」に改めた。

#### フジカラー「NATURA 1600」
2004年10月に発売し、価格はオープン価格としていた。24枚撮りと36枚撮りがあり、それぞれに2本組、3本組も用意された。2006年1月には、個装用紙箱の意匠を変更した。2012年6月のカメラの出荷終了後も販売は継続されたが、2015年10月に20%の値上げ、2016年12月には36枚撮り3本組の出荷を終了とし単品販売のみとなり、その単品販売も2018年3月に終了した。

### フィルム・スチル・カメラ
ISO1600以上のフィルムを装填すると、露光制御プログラム「ナチュラルフォトモード」が自動起動する。

#### フジフイルム「NATURA S」
2004年10月に発売した。非球面レンズ2枚を含む6群7枚構成で、電子ビームを使用する独自のコーティング技術「スーパーEBC」により、F1.9のレンズユニットを実現した。また、焦点距離を24mmとし、一般的な焦点距離38ｍｍのレンズに対して1.45倍の画角を持つことで、引きのきかない屋内での撮影や、画角を生かした撮影表現が可能とした。外寸は、幅109.5mm、高さ58.0mm、奥行37.0mm、重量は電池別で195gで、アクア、ロゼ、ラベンダーの3色があり、価格はオープン価格としていた。2006年11月に出荷を終了した。

#### フジフイルム「NATURA BLACK F1.9」
2005年3月に発売した。フジフイルム「NATURA S」に、露出補正機能を追加するとともに、グリップを取り付け黒色とした。外寸は、幅109.5mm、高さ58.0mm、奥行37.0mm、重量は電池別で195gで、価格はオープン価格としていた。2006年11月に出荷を終了した。

#### フジフイルム「NATURA CLASSICA」
2006年3月3日に発売した。ズーム機能の追加要望が大きかったとして、2倍ズームを搭載したことで、広角側のF値が上昇し2.8となった。任意で「ナチュラルフォトモード」を解除することもできるようにし、一方で、ISO800のフィルムでも「ナチュラルフォトモード」を利用できるようにした。外寸は、幅109.5mm、高さ62.0mm、奥行36.0mm、重量は電池別で155gで、価格はオープン価格としていた。2008年には、ナカバヤシ製のブックボックスにフジフイルム「NATURA CLASSICA」などを詰め合わせたNATURA Re:Standard Special Package FUJIFILM ✕ Re:Sを、フジフイルムモールで限定販売した。

#### フジフイルム「NATURA CLASSICA N」
2009年2月25日に発売した。「社名変更」に伴い、フジフイルム「NATURA CLASSICA」を更新したもので、仕様等に変更はない。社名のロゴなどの表記や付属品に変更があり、JANコードも4544895003020から4544895003105となっている。価格はオープン価格としていた。2012年6月に出荷を終了した。価格はオープン価格としていたが、直販価格は税込み33,800JPYだった。

#### フジフイルム「NATURA CLASSICA WHITE」
2010年7月31日に発売した。フジフイルム「NATURA CLASSICA N」の色違いで限定3,000台としたが、2011年4月に出荷を終了した。

#### フジフイルム「NATURA NS」
2006年4月に発売した。フジフイルム「NATURA CLASSICA」と同じ望遠レンズを採用したが、それ以外のフジフイルム「NATURA CLASSICA」に追加した機能及び露出補正機能は省いた。外寸は、幅109.5mm、高さ62.0mm、奥行36.0mm、重量は電池別で155gで、価格はオープン価格としていた。2009年2月に出荷を終了した。

## 余聞
- 「NATURA」製品群ではないが、いずれもレンズがF2.8のフィルム・スチル・カメラである、2006年12月1日に発売したフジフイルム「KLASSE W」、2007年4月27日に発売したフジフイルム「KLASSE S」及び2007年11月22日に発売したフジフイルム「KLASSE W BLACK」にも「ナチュラルフォトモード」を搭載していた[41][42][43]。
- フィルムにフジカラー「NATURA 1600」を使用したフジカラー「ナチュラル写ルンです 27枚撮」を、2007年からフジフイルムモールで販売した。ポパイカメラと協同で「試作」したもので、フラッシュを省き、レンズとシャッター速度はF5.6で1/45秒とF11で1/120秒とに切り替えることができた[44]。同時プリント代金と送料込みで税込み2,800JPYだった[44]。
- パークエディティングは、フジフイルム「NATURA CLASSICA」用のRe:Sオリジナルの革製NATURA速写ケースをRe:Sオンラインショップで単品販売した[45]。価格は税込みで9,450JPYだった[45]。
- 札幌放送局は、野宮真貴がフジフイルム「NATURA CLASSICA WHITE」を片手に小旅行する紀行番組『Small Trip ちいさな荷物で週末旅』を制作し、2010年11月26日に放送した[46][47]。
- フジカラー「NATURA 1600」の終売を機に、フジフイルム「NATURA CLASSICA」とフジカラー「NATURA 1600」を10年間使い続けていたというDream Ayaの写真展を、2018年3月に富士フイルムワンダーフォトショップで開催した[48][49]。

## 脚註

### 註釈
1. 1 2  富士写真フイルム株式会社は、2006年10月1日に持株会社制への移行並びに富士フイルムホールディングス株式会社への商号変更を行い、富士写真フイルム株式会社の事業は富士フイルム株式会社が継承した[1]。
2. ↑   NATURA（ナチュラルフォトシステム）の日本国外での展開はなかった[2]。
3. ↑  フジフイルム「NATURA S」は、フジフイルム「Silvi F2.8」の基本設計を流用している[17]。
4. ↑  露出補正機能は「ナチュラルフォトモード」起動時には利用できない[21]。
5. ↑  2011年6月に、フジフイルムモールでの直販価格を税込み33,800JPYから税込み26,800JPYに値下げした[27][28]。
6. ↑  フジフイルム「NATURA NS」の「NS」はNew Standardの略で、これからのコンパクトカメラは、広角系レンズを持ち、「ナチュラルフォトモード」を搭載を標準にしたいという意が込められているという[36]。